# Инь Чжэн
Инь Чжэн (кит. 尹正; род. 7 марта 1996[…], Цзиньчэн, Шаньси) — китайский скелетонист, бронзовый призёр чемпионата мира 2024 года. Участник зимних Олимпийских игр 2022 года.

## Спортивная карьера
Инь дебютировал на Кубке мира в сезоне 2019/20 годов, где лучшим результатом стало девятое место в Сигулде. Как и другие китайские скелетонисты, он не участвовал в сезоне 2020/21 годов, но снова принял участие в соревнованиях в Сигулде в сезоне 2021/22 годов, где занял 19-е, а по итогам сезона занял только 39-е место в итоговой таблице.
В 2022 году представлял Китай на домашних соревнованиях скелетонистов на зимних Олимпийских играх в Пекине. По итога четырёх спусков стал пятым.
По итогам сезона 2023/2024 годов в общем зачёте Кубка мира стал третьим. На последних трёх этапах в Сигулде, Альтенберге и Лейк-Плэсиде одержал победы. На чемпионате мира в Винтерберге стал бронзовым призёром.